# Wohnungsbau in Lörrach nach 1945

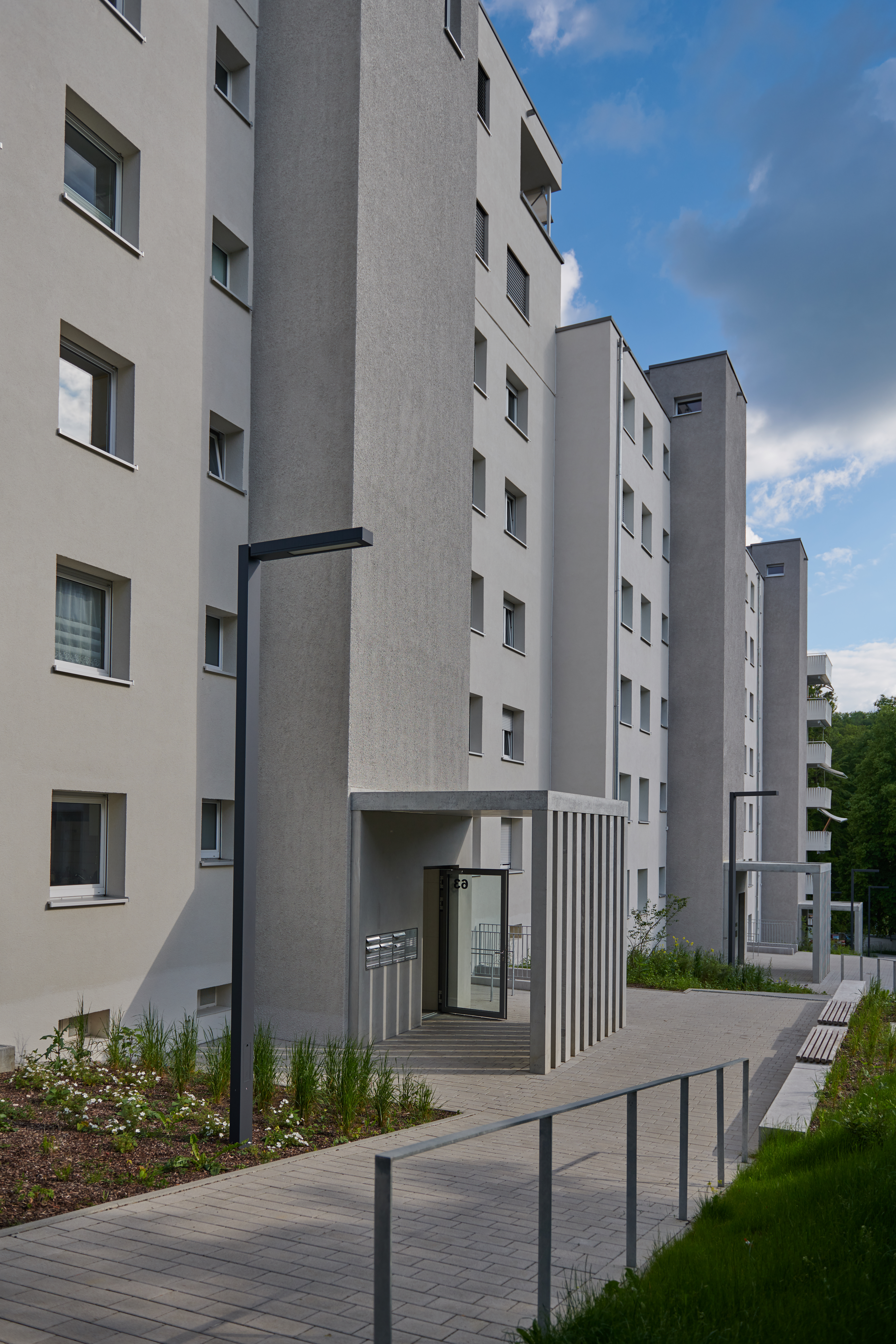
Wohnhäuser in der Lörracher Trabantensiedlung Salzert

Der Wohnungsbau in Lörrach nach 1945 ist eng mit der Städtischen Wohnbaugesellschaft Lörrach, kurz Wohnbau Lörrach, verbunden. Sie dient der Stadt Lörrach seit ihrer Gründung 1956 als kommunale Wohnungsgesellschaft. Aufgrund ihres starken Zuzuges und des stetigen Bedarfs an neuem Wohnraum ist der Wohnungsbau seit Jahrzehnten eine zentrale Herausforderung und ein fester Bestandteil in der Lörracher Stadtentwicklung. Der notorische Wohnungsmangel der Grenzstadt schlägt sich in hohen Immobilienpreisen und Mieten nieder. Laut einer Erhebung eines Wohn-Index für Deutschland rangierte Lörrach 2017 hinter München und Frankfurt am Main auf dem dritten Platz der teuersten Städte für Mieter. Der durchschnittliche Mietpreis in Neubau und Bestand in Euro pro Quadratmeter betrug in Lörrach 13,11 Euro mit weiterhin stark steigender Tendenz. Wenige Monate später war Lörrach sogar Spitzenreiter. Ursache dafür ist die ökonomisch attraktive Randlage zur Schweiz, die einerseits seit Jahrzehnten Lörrachs Einwohnerentwicklung ansteigen lässt und andererseits die vergleichsweise geringe zur Verfügung stehende Besiedlungsfläche mit wenig Möglichkeiten zur Expansion in die Fläche. Aus diesem Grund wird besonders seit Mitte der 2010er Jahre bei der städtischen Gestaltung eine stärkere Nachverdichtung verfolgt und es entstehen punktuell zunehmend auch Hochhäuser in Lörrach.

## Geschichte

### Gründung und Beginn

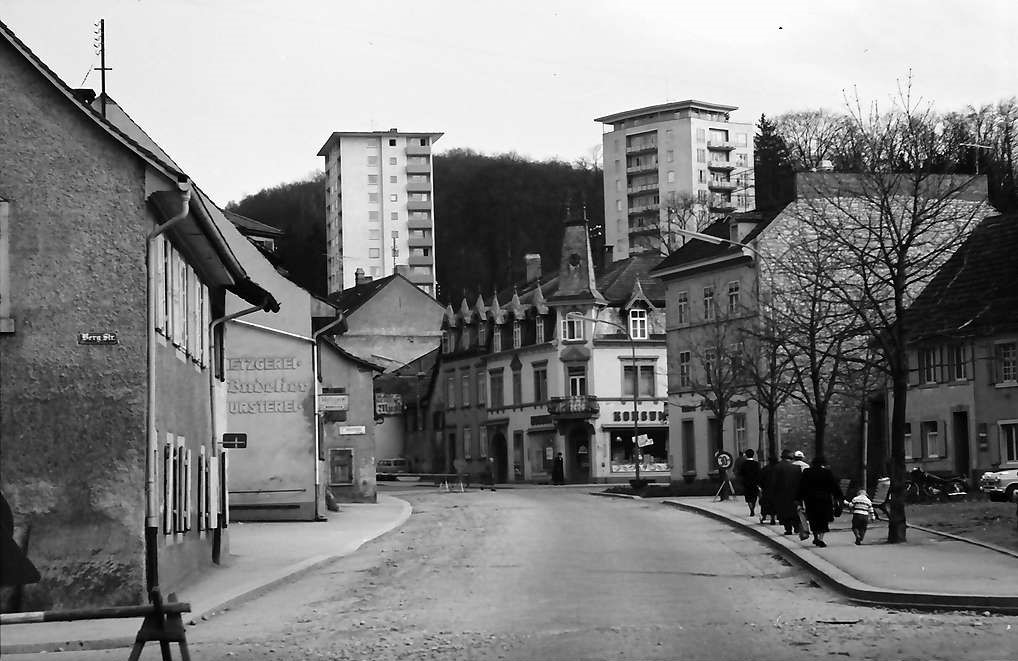
Lörrachs erste Wohnhochhäuser in der Rheinfelderstraße, Aufnahmejahr: 1960

Die aufgrund des Zweiten Weltkrieges nachwirkende Wohnungsnot in Lörrach nahm man 1955 zum Anlass ein kommunales Wohnungsunternehmens zu gründen; Vorbild dafür war die Stadt Mannheim. Aus diesem Grund reiste der damalige Oberbürgermeister Arend Braye 1955 zusammen mit einer Delegation in die nordbadische Stadt, um sich ein Bild davon zu machen. Im Lörracher Gemeinderat wurde im Folgejahr beschlossen, für Lörrach ebenfalls eine Wohnbaugesellschaft zu gründen.
1954 entstanden am Rande des Schützenwaldes am Schädelberg die beiden ersten Wohnhochhäuser in Lörrach. Die zwei Häuser mit 38 und 31 Meter Höhe haben 54 Wohnungen und sind mittlerweile als Kulturdenkmal gelistet.
Mit einem Gesellschaftskapital von 50.000 Mark, 49.000 Mark von der Stadt sowie 1000 Mark von der Sparkasse, wurde am 3. Juli 1956 die Gründung der Städtischen Wohnbaugesellschaft Lörrach mbH beurkundet. Das erste Büro mit drei Mitarbeitern wurde im Gebäude der ehemaligen Sarasin’schen Seidenbandweberei am Bahnhofsplatz eröffnet. Bereits im Gründungsjahr erwarb die Wohnbau Grundstücke in der Neumatt in Stetten. Am 12. September 1957 konnten die ersten Mietwohnungen für 131 Menschen übergeben werden. Die Häuser kosteten damals 582.000 Mark. Das Bilanzvolumen stieg von 50.000 auf 2,9 Mio. Mark an. Im April 1958 war die Wohnbau bereits im Besitz von 674 Wohnungen.

### 1960er und 1970er Jahre

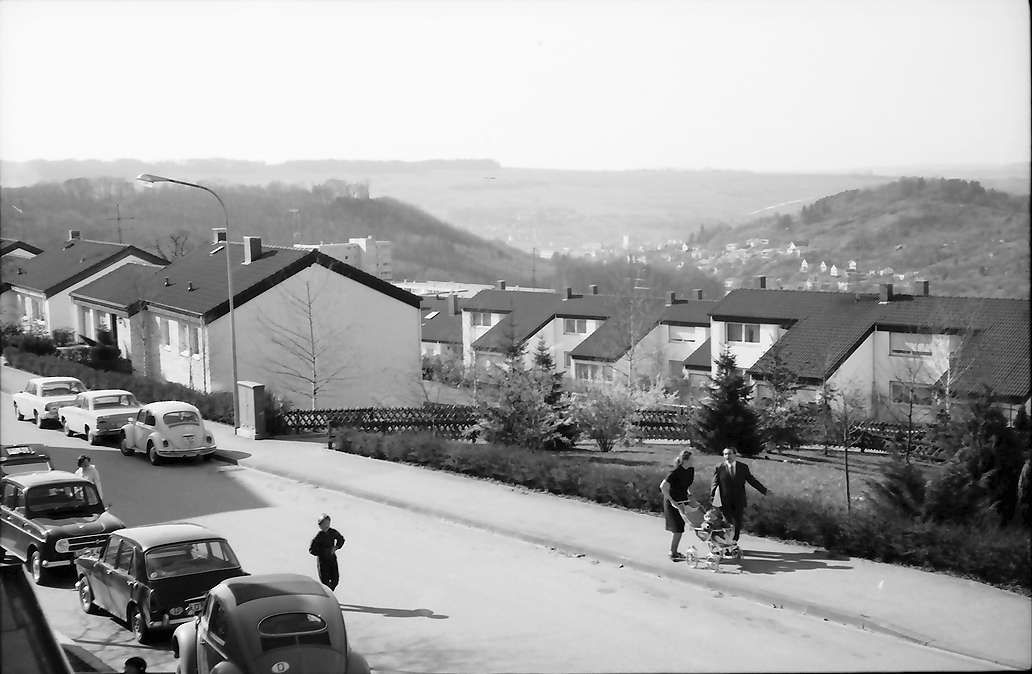
Erschließung des Salzert, Aufnahmejahr: 1972

Zu Beginn der 1960er Jahre entstanden die Wohnquartiere an der Schul- und Spitalstraße, dem Rebmannsweg, der Jahnstraße und der früheren Hauinger Straße (heute: Kolpingstraße). Im April 1963 wurde mit der Erschließung des Wohngebietes Salzert begonnen, in welches bereits 1964 die ersten Mieter ziehen konnten. Weitere Wohnungen wurden in der zweiten Hälfte der 1960er Jahre im Leibnizweg gebaut. Im Jahr 1970 wuchs der Wohnungsbestand auf 1419 Wohnungen an. In den 1970er Jahren richtete man das Augenmerk auf die Erschließung des Neubaugebietes Teichmatten und Mühlestraße im Stadtteil Tumringen. Dort entstanden knapp 200 weitere neue Wohnungen, deren nüchterne Gestaltung teilweise kritische Reaktionen über die Qualität der Architektur auslöste. Aus diesem Grund lobte man für die Wohnanlage im Gewann Wölblin erstmals einen Architekturwettbewerb aus. In den Jahren 1977 bis 1981 entstanden auf diese Weise 103 Wohnungen, welche vom Bund Deutscher Architekten das Prädikat „Gute Bauten“ erhielt.
Neben dem Neubau erwarb die Gesellschaft auch immer wieder neue Objekte. So kam es am 5. September 1974 zur Übernahme von 478 der Stadt Lörrach gehörenden Wohnungen. Ende der 1970er Jahre verfügte die Wohnbau über 1789 Wohnungen.

### 1980er und 1990er Jahre

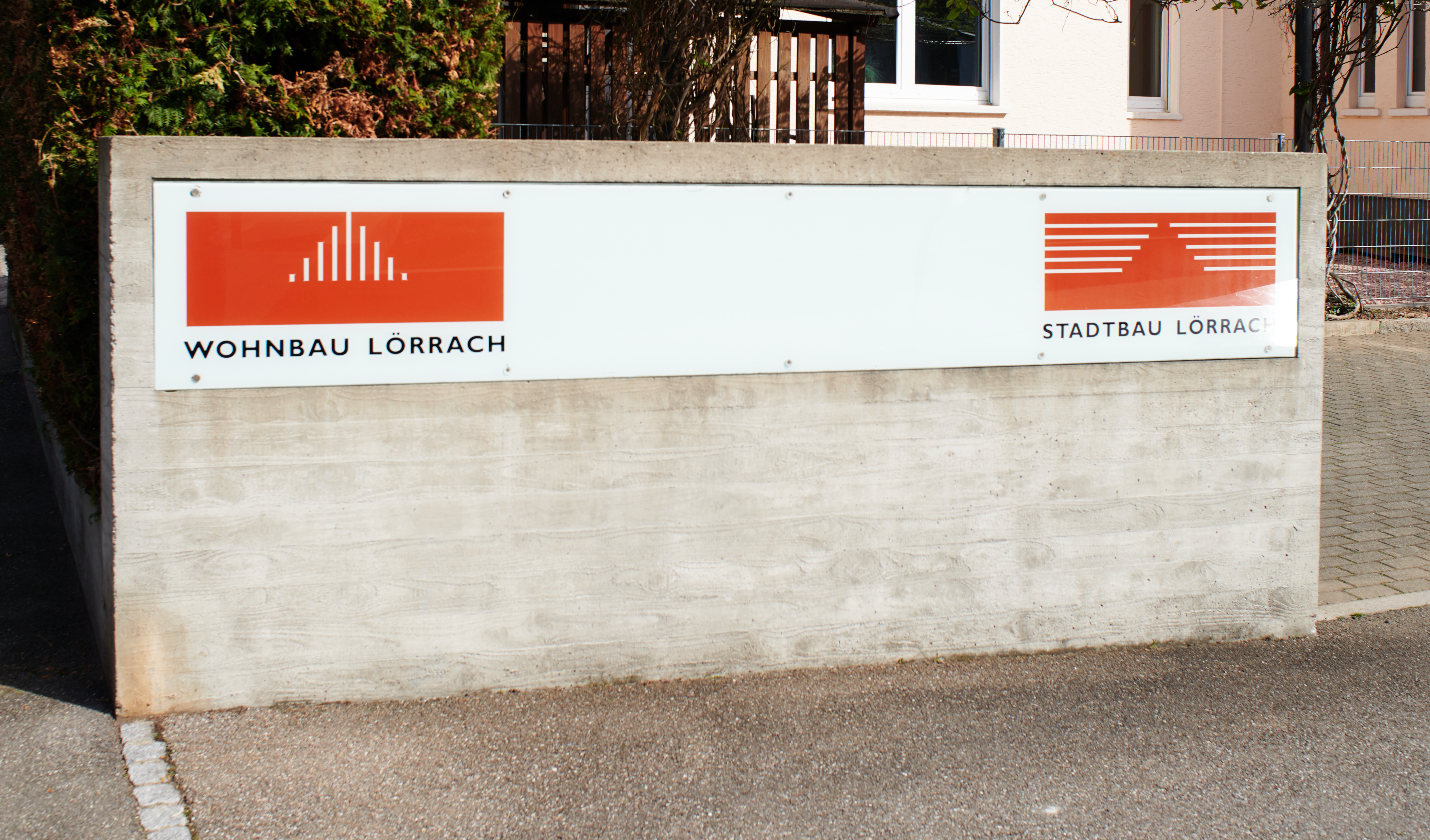
Logos der Wohnbau Lörrach und der Stadtbau Lörrach

Am 3. Juli 1981 erfolgte im Beisein des damaligen Landesinnenministers Roman Herzog der Spatenstich im Gebiet Hünerberg-Süd. Bis 1985 entstanden entlang des Ufhabiwegs und Sonnenrains 140 neue Wohnungen. Der Versuch im Jahr 1981 der Wohnbau Lörrach, eine kommunale Baubetreuungs- und Verwaltungs-GmbH zu gründen, wurde vom Gemeinderat abgelehnt. Sechs Jahre später gelang das Vorhaben, so dass am 1. Juni 1987 das Tochterunternehmen Stadtbau Lörrach seinen operativen Beginn aufnehmen konnte. Im Frühjahr 1984 wurden im Gebiet Neumatt-Süd anstelle von ungenügenden Wohnungen 60 neue, kostensparende Bauten errichtet. Im nördlichen Teil des Neumattgebietes entstanden 60 weitere Wohnungen. Ende der 1980er Jahre wurde weiterer Wohnraum im Hugenmatt und Tumringen-Süd erschlossen. Zur Wiese hin entstanden zwei Wohnanlagen an der Friedrich-Hecker-Straße.
Anfang der 1990er Jahre begann die Bebauung des alten Stadionareals mit der Wohnanlage Stadion. Das mit Preisen geehrte Vorhaben ließ 220 Wohnungen entstehen und war mit 57 Millionen Mark das größte Bauprojekt des sozialen Wohnungsbaus in Baden-Württemberg. 1991 wurden Wohnungen aus dem Streubesitz des Unternehmens Mietern zum Kauf angeboten. Das 1990 erworbene Hochhaus des Schwesternwohnheims in der Kanderner Straße 14 wurde vorübergehend dem Land vermietet und als Übergangswohnheim für deutsche Zuwanderer aus osteuropäischen Ländern verwendet. Im Jahr 1999 wurden dort Appartements eingerichtet und ab 2007 an Studenten der Dualen Hochschule Baden-Württemberg Lörrach vermietet. In den Jahren 1997 und 1998 entstanden Wohnungen im ehemaligen Schöpflin-Areal in Brombach und im Neubaugebiet Stetten-Süd an der Schweizer Grenze. Ende der 1990er Jahre bewirtschaftete die Wohnbau Lörrach 3050 Wohnungen.

### Seit 2000
Im Mai 2000 wurde für die nächsten zehn Jahre ein umfangreiches Sanierungsprogramm angelegt. Schwerpunkte der Sanierung waren die Quartiere Teichmatten, Salzert, Neumatt, Leibnizweg und Kolpingstraße. Ab dem 16. Juli 2000 bewirtschaftet die Wohnbau Lörrach im Auftrag der Städtischen Wohnbau Schopfheim 550 Wohnungen. Mit einem Teil dieser Wohnungen begannen ab 2002 Sanierungsarbeiten. Am Standort des ehemaligen Handdruckgebäudes der KBC entstand ab Dezember 2000 das Innovations-Center Lörrach (Innocel). Etwa zur selben Zeit wurde die Stadtentwicklung im innerstädtischen Quartier am Chesterplatz vorangetrieben. Etwa sechs Millionen Euro wurden in das 12-geschossige Hochhaus am dortigen Platz investiert. 2005 wurden 14 Eigentumswohnungen im Hochhaus fertig.
Im Jahr 2006 kaufte die Wohnbau Lörrach 128 Mietwohnungen an der Pestalozzistraße sowie am Häuserbogen der Konrad-Adenauer-Straße und richtete für das Familienzentrum einen Kindergarten und eine Krippe ein. Die 44 mehr als 100 Jahre alten Arbeiterhäuser in der Teichstraße wurden ab Oktober 2007 saniert. Das Sanierungsprojekt erhielt 2010 den Preis Soziale Stadt. Im November 2007 fusionierte die Städtische Wohnbau Schopfheim mit der Wohnbau Lörrach. Die Stadt Lörrach wurde mit 81,8 Prozent Mehrheitsgesellschafterin. Die Fusion war auch Deutschlands erste zwischen kommunalen Wohnungsunternehmen zweier Städte. In den Folgejahren kam es zu Sanierungen in Schopfheim. 2011 konnten die Arbeiten an der Belchenstraße abgeschlossen werden und vier Häuser in Gündenhausen folgten.

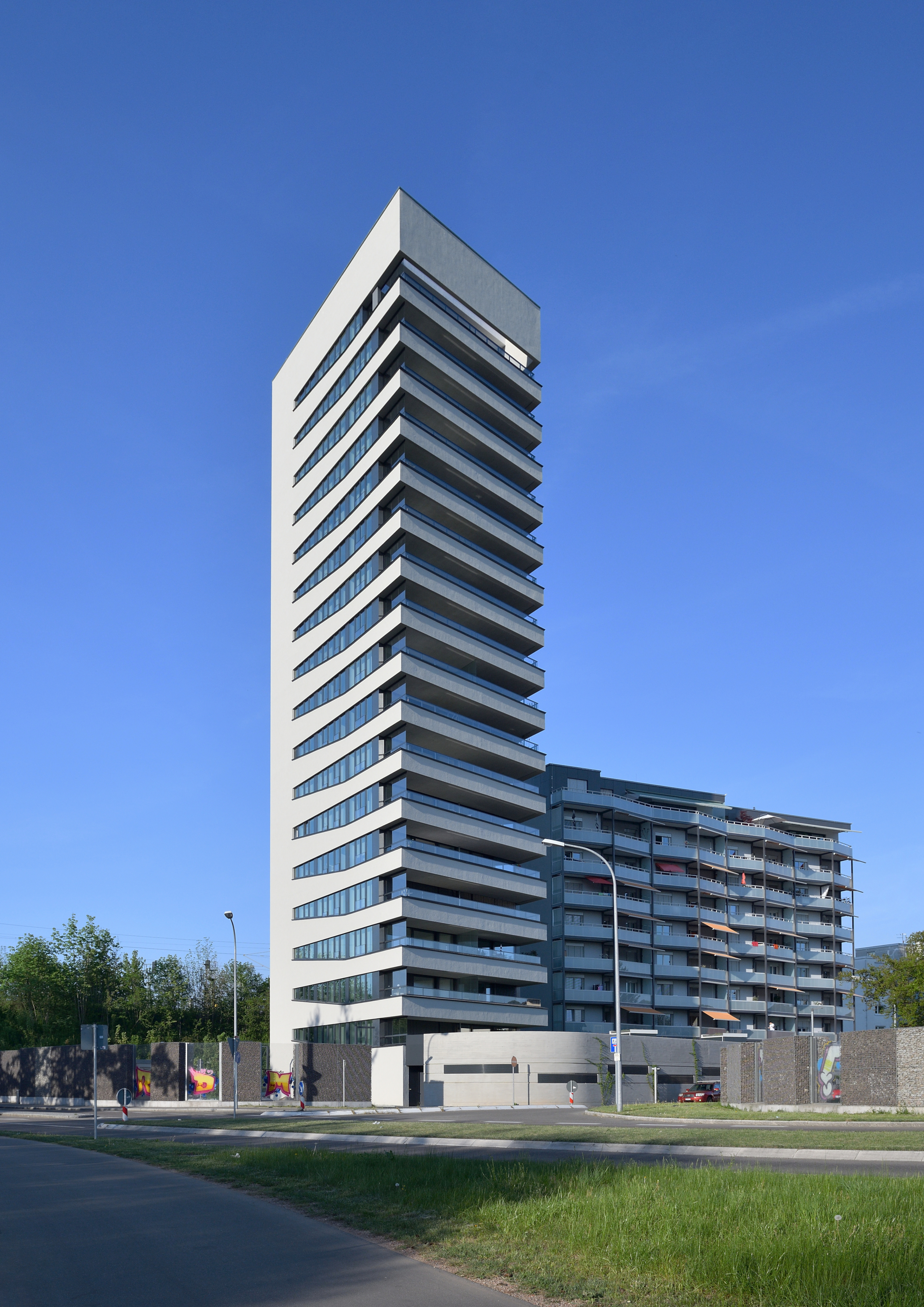
Wohnhochhaus Weitblick

Das Quartier zwischen Dammstraße und Bahndamm in Stetten sollte binnen fünf Jahren komplett erneuert werden. Im Frühjahr 2013 begannen die Arbeiten dazu durch das Anlegen neuer Bodenplatten für das erste von neuen Häusern. Im selben Jahr wurden im Wohnquartier Niederfeldplatz 87 Wohnungen und ein Gästeapartment bezugsfertig. Die Anlage ist das erste klimaneutrale Mietwohnquartier in Deutschland.
2017 wurde das Eckhaus Gretherstraße/Schwarzwaldstraße mit 32 Wohnungen in eine Gemeinschaftsunterkunft für Flüchtlinge umgewandelt. Im Herbst 2014 waren die Arbeiten am Sanierungsprojekt im Leibnizweg fast abgeschlossen und es erfolgte der Spatenstich für das 57 Meter hohe, 17-geschossige Wohnhochhaus Weitblick mit 20 Eigentumswohnungen. Die Tragwerksplanung führte Werner Sobek durch und erhielt 2017 die Hugo-Häring-Auszeichnung.
In der Innenstadt wurde das Haus „Sonne“ am Alten Marktplatz erworben und komplett erneuert. Es wurde nun als Wohnhaus, von einer Buchhandlung und als Domizil des städtischen Fachbereichs Kultur und Tourismus und zur Touristen-Information genutzt.
Das größte Projekt in der Geschichte der Städtischen Wohnbaugesellschaft Lörrach ist für das Jahr 2023 geplant. Schrittweise soll ein alter Gebäudebestand der 1950er Jahre in der Nordstadt abgerissen und durch 250 neue Wohnungen ersetzt werden. Das Investitionsvolumen wird mit 70 bis 80 Millionen Euro veranschlagt.

## Struktur und Daten der Wohnbau Lörrach
Die 1956 gegründete Wohnbau Lörrach betreut mit 66 Mitarbeitern knapp über 4000 Wohnungen und verfügte 2021 über eine Bilanzsumme von 233,5 Millionen Euro. Im November 2007 fusionierten die Städtische Wohnbau Schopfheim und die Wohnbau Lörrach. An dem gewachsenen kommunalen Wohnungsunternehmen ist die Stadt Lörrach mit über 80 Prozent Mehrheitsgesellschafterin.

### Unternehmenszahlen
- Stammkapital: 10.463.750 Euro

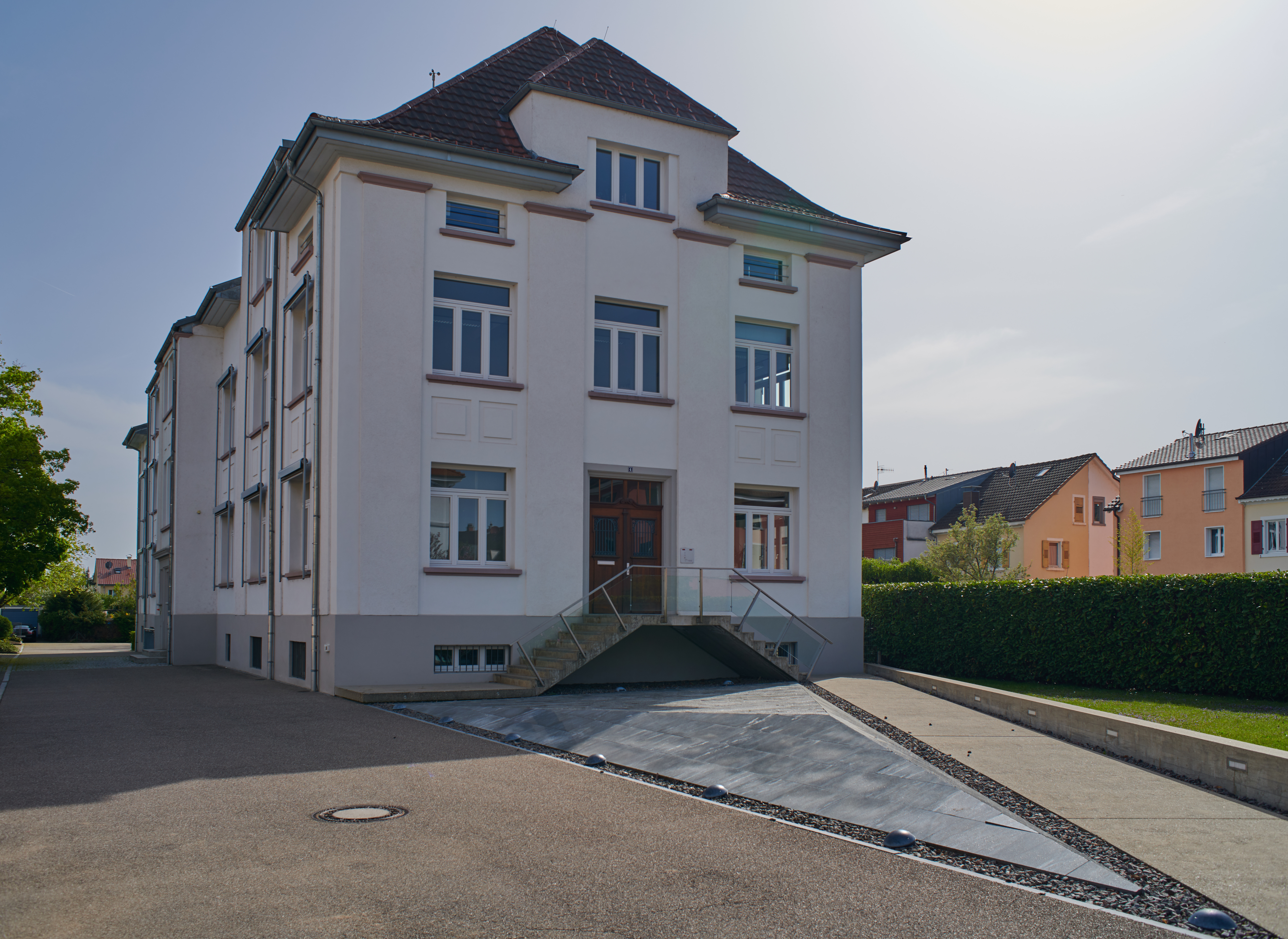
Sitz der Wohnbau Lörrach: Schillerstraße 4

- Gesellschafter: Stadt Lörrach (81,8 %), Stadt Schopfheim (9,1 %), Sparkasse Lörrach-Rheinfelden (9,1 %)
- Betreute Immobilien: 4070 Wohnungen, davon 3027 eigene und 100 Gewerbeeinheiten
- Mitarbeiter: 66
- Bilanzsumme: 233,5 Mio. Euro
- Eigenkapitalquote: 18,9 %
- Umsatz: 29,9 Mio. Euro
- Jahresüberschuss: 3.400.000 Euro
- Aufwand Erhalt, Verbesserung des Miethausbesitzes: 8,6 Mio. Euro
- Neubauinvestition: 18,3 Mio. Euro

Datenstand: Jahresabschluss 2021

### Aufgaben
Zu den Aufgaben der Wohnbau Lörrach gehören: Entwicklung, Ergänzung und Bewirtschaftung des eigenen Miethausbesitzes, Wohnungsprivatisierung, Verwaltung nach dem Wohnungseigentumsgesetz, Bauträgergeschäft, Generalmieter von Wohn- und Geschäftshausimmobilien, Mietverwaltung für Dritte, Baubetreuung sowie Bauleitplanung, Projektentwicklung und Projektsteuerung durch die Tochtergesellschaft Stadtbau Lörrach.

### Quartiere und prämierte Objekte
Objekte der Wohnbau befinden sich in den Quartieren Stetten-Neumatt, Stetten-Süd, der Lörracher Innenstadt, Niederfeldplatz, Salzert, Hünerberg-Süd, Nordstadt, Tumringen, Brombach, Hauingen, Hugenmattweg und mit 100 Wohnungen am Wiesenweg in Schopfheim das bisher einzige Quartier außerhalb der Stadtgrenzen Lörrachs.

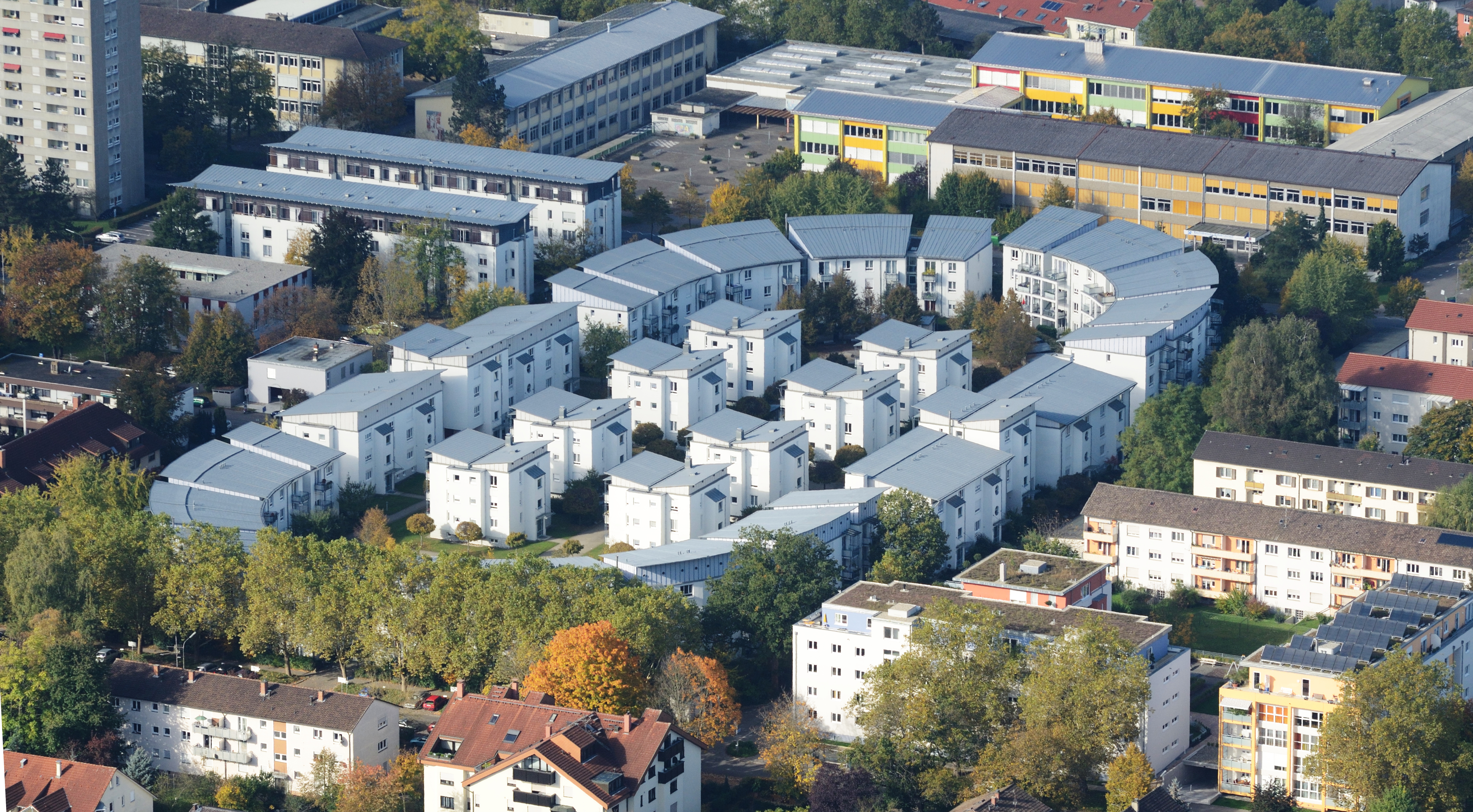
Wohnanlage Stadion (erbaut 1990–1994) in der Vogelschau

Die Wohnbau Lörrach hat in ihrer Geschichte für ihre Neubauten und Wohnungssanierungen rund 60 Architektur-, Städtebau- und Gestaltungspreise erhalten.
Erwähnenswert sind unter anderem folgende prämierten Objekte und Immobilien, welche die Wohnbau Lörrach als Bauträger neu bauen ließ:
- Wohnanlage Röttelnblick, Salzert – Hugo-Häring-Auszeichnung des BDA Baden-Württemberg 1988
- Wohnanlage Dreispitz, Salzert – Deutscher Bauherrenpreis 1994, Prädikat „Gute Bauten“ BDA 1993
- Wohnanlage Stadion, Nordstadt – u. a. Deutscher Bauherrenpreis 1994, Prädikat „Gute Bauten“ BDA 1996
- Wohnquartier Niederfeldplatz, Kernstadt – u. a. Hugo-Häring-Auszeichnung des BDA Baden-Württemberg 2014
- Wohnhochhaus Weitblick, Stetten – Hugo-Häring-Auszeichnung 2017

## Rezeption
Zum 50-jährigen Bestehen fand vom 24. Mai bis zum 17. September 2006 im früheren Museum am Burghof (heute: Dreiländermuseum) in Lörrach eine Ausstellung mit dem Titel ZUHAUSE – 50 Jahre Wohnbau Lörrach über die Anfänge der Städtischen Wohnbaugesellschaft Lörrach mbH statt. Im Wandel der Jahrzehnte wurde die Unternehmensgeschichte im Kontext der urbanen Entwicklung und den sozialen Veränderungen anhand von Bildern und Exponaten in dieser Zeit nachgezeichnet.